# 春のグラデーション
『春のグラデーション』（はるのグラデーション）は、空野葵（CV.北原沙弥香）の1枚目のアルバム。2013年3月6日発売。

## 概要
テレビアニメ『イナズマイレブンGO』エンディングテーマ・新曲など全11曲が収録されている。初回限定盤にはDVDが付属しており、新曲「春のグラデーション」など5曲のミュージックビデオが収録されている。

## 収録曲
全作詞：mildsalt、全編曲：菊谷知樹
1. HAJIKE-YO!!
作曲：菊谷知樹
3rdシングル曲[4]。『イナズマイレブンGO』エンディングテーマ[4]。ニンテンドー3DS『イナズマイレブンGO シャイン』エンディングテーマ[4]。
2. ガムシャラ
作曲：西野史人
1stシングルのカップリング曲[5]。
3. 春のグラデーション
作曲：福本公四郎
新曲[3]。移りゆくものに対する不安・希望などをグラデーションという言葉で表現している[3]。
4. かなり純情
作曲：河原嶺旭
2ndシングル曲[6]。『イナズマイレブンGO』エンディングテーマ[6]。
5. 夢のかたまり
作曲：菊谷知樹
3rdシングルの初回生産限定盤限定のカップリング曲[4]。映画『劇場版イナズマイレブンGO 究極の絆 グリフォン』挿入歌[4]。
6. 夏が終わっちゃう
作曲：黒須克彦
4thシングルのカップリング曲[7]。
7. 窓側から愛をこめて
作曲：福本公四郎
2ndシングルのカップリング曲[8]。
8. 昨日の恋はどこ吹く風
作曲：菊谷知樹
新曲[3]。北原は「一番大人っぽい曲」とコメントしている[3]。
9. やっぱ青春
作曲：福本公四郎
1stシングル曲[9]。『イナズマイレブンGO』エンディングテーマ[9]。
10. 愛情・情熱・熱風
作曲：山口朗彦
3rdシングルのカップリング曲[4]。ニンテンドー3DS『イナズマイレブンGO ダーク』エンディングテーマ[4]。
11. 夏がやってくる
作曲：山口朗彦
4thシングル曲[7]。テレビアニメ『イナズマイレブンGO クロノ・ストーン』エンディングテーマ[7]。

## DVD収録内容
1. やっぱ青春（ミュージックビデオ）
2. かなり純情（ミュージックビデオ）
3. HAJIKE-YO!!（ミュージックビデオ）
4. 夏がやってくる（ミュージックビデオ）
5. 春のグラデーション（ミュージックビデオ）
季節が春になろうとしている頃の空気感を表現している[3]。